# Dante Conti
Dante Conti (Torino, 13 aprile 1897 – Torino, 9 marzo 1979) è stato un operaio e antifascista italiano.

## Biografia
Diventato comunista alla fondazione del partito, dopo l'emanazione delle leggi eccezionali, nel 1926, Conti accentuò la sua attività clandestina sino a che, nel 1928, fu arrestato e condannato a 6 anni e sei mesi di carcere.
Liberato nel 1932 in seguito alla cosiddetta amnistia del Decennale, Dante Conti riprese subito il suo impegno antifascista clandestino che gli valse, due anni dopo, un nuovo arresto e un nuovo processo dinnanzi al Tribunale speciale, che questa volta gli comminò una condanna a 14 anni.
Conti non li scontò tutti, grazie alla caduta di Mussolini e l'8 settembre 1943 era già tra gli organizzatori della Resistenza in Piemonte e in Liguria, dove divenne comandante delle Squadre di azione patriottica e commissario politico delle Brigate d'assalto Garibaldi della piazza di Genova.
Partecipò con il ruolo di Commissario di Guerra al piano d'insurrezione della città, che portò due giorni dopo alla vittoriosa liberazione di Genova dall'occupazione nazifascista.
Dopo la Liberazione, tornato a Torino, Conti è stato per anni dirigente di quella Federazione del PCI.